# Andrea Coronica
Andrea Coronica (Trieste, 19 agosto 1993) è un ex cestista italiano.

## Palmarès
- Supercoppa LNP: 1

Trieste: 2017
- Campionato italiano dilettanti: 1

Trieste: 2017-18